# Шведский переулок (Санкт-Петербург)
Шве́дский переу́лок — переулок в Центральном районе Санкт-Петербурга. Проходит от Большой Конюшенной улицы до Малой Конюшенной улицы.

## История
Название носит по одним данным с 1821, по другим — с 1828 года. Назван по Шведской церкви Святой Екатерины, построенной в 1760-е годы на Малой Конюшенной улице.

## Объекты
Первый (не дошедший до наших дней) лютеранский храм в этом месте был возведён по проекту Ю. М. Фельтена и, в отличие от нынешнего, выходил фасадом непосредственно в Шведский переулок. Здание вмещало около 300 человек, и ко второй половине XIX века приходу стало тесно в старом храме. На его месте появился новый, рассчитанный уже на 1200 человек. Автором проекта был академик К. К. Андерсон. Строительство началось 28 июля 1863 года, а освящение храма состоялось 28 ноября 1865 года. По некоторым данным в 1905 году Ф. И. Лидваль несколько перестроил фасад и создал Екатерининский зал. 27 мая 2006 года во дворе углового дома 1/3 по Малой Конюшенной и Шведскому переулку была открыта памятная доска, посвящённая Ф. И. Лидвалю и К. К. Андерсону.
С 1998 года по 14 октября 2021 года на углу Шведского переулка и Малой Конюшенной улицы была установлена скульптура «Городовой». После демонтажа была установлена у здания ГУ МВД России по Санкт-Петербургу и Ленинградской области.